# Copa dels Pirineus de 1911
Segona edició de la Copa dels Pirineus o Challenge Internacional del Sud de França disputada l'any 1911.

## Quadre de competició
|  | Semifinals         | Semifinals       |                  |   | Final | Final |
|  |                    |                  |                  |   |       |       |
|  | 7 maig – Barcelona |                  |                  |   |       |       |
|  |                    |                  |                  |   |       |       |
|  | FC Barcelona       | 2                |                  |   |       |       |
|  | FC Barcelona       | 2                | 14 maig – Tolosa |   |       |       |
|  | Olympique Cettois  | 1                |                  |   |       |       |
|  | Olympique Cettois  | 1                | FC Barcelona     | 4 |       |       |
|  | 7 maig – Bordeus   |                  | FC Barcelona     | 4 |       |       |
|  |                    | Gars de Bordeaux | 2                |   |       |       |
|  | Gars de Bordeaux   | Gars de Bordeaux | 2                | 2 |       |       |
|  | Gars de Bordeaux   |                  |                  | 2 |       |       |
|  | Stade Toulousain   | 1                |                  |   |       |       |
|  | Stade Toulousain   | 1                |                  |   |       |       |

## Semifinals
| FC Barcelona | 2 - 1 | Olympique Cettois                                                                                    |
| --- | ----- | --- |
| C. Comamala · Reñé · Bru, Amechazurra · Quirante, Peris, Grau · Forns, P. Wallace, C. Comamala, C. Wallace, A. Comamala | [ 2 ] | ? · Razias · Gascard, Villarde · Lorrain, Artau, Gatesne · Bégot, Bagnols, Roussel, Pignemal, Vernet |

| Gars Bordeaux | 2 - 1 | Stade Toulousain |
| ------------- | ----- | ---------------- |
|               | [ 3 ] |                  |

 Stade Sainte-Germaine, Bordeus

## Final
| FC Barcelona | 4 - 2 | Gars Bordeaux                                                                                         |
| --- | ----- | --- |
| P. Wallace C.Wallace Comamala · Reñé · Bru, Amechazurra · Quirante, Peris, Grau · Forns, P. Wallace, C. Comamala, C. Wallace, Espelta | [ 4 ] | Mauret Lucas · Cassel · Blond, Weigand · Rossie, Friez, Bonnet · Peret, Lucas, Mauret, Train, Tellier |

El Gars de Bordeus era un combinat de diferents clubs de la ciutat, principalment l'Stade Bordelais.
| Campió de la Copa dels Pirineus 1911 |
| ------------------------------------ |
| FC Barcelona Segon títol             |